# Juan Pablo Cardenal
Juan Pablo Cardenal Nicolau (* 1968 in Barcelona, Spanien) ist ein spanischer Journalist und Autor.

## Leben
Cardenal hat 10 Jahre Erfahrung in den Ländern Asiens gemacht. Er ist derzeit Korrespondent für die Madrider Tageszeitung El Mundo sowie die spanische Wirtschaftszeitung El Economista. Er lebt und arbeitet in Hongkong.
Zusammen mit dem spanischen Korrespondenten Heriberto Araújo, der in Peking in der Volksrepublik China arbeitet und lebt, schrieb er zwei Bücher über die Expansion chinesischer Unternehmer und Firmen in der ganzen Welt. Das erste der beiden Bücher wurde 2014 in deutscher Sprache veröffentlicht.

## Veröffentlichungen
- China. J. C. y A., Madrid 2010, ISBN 978-84-92936-04-5.
- mit Heriberto Araújo: La silenciosa conquista china. Memoria Crítica, Grupo Planeta, Barcelona 2011, ISBN 978-84-9892-257-8.
  - deutsch: Der große Beutezug – Chinas stille Armee erobert den Westen. Hanser, München 2014, ISBN 978-3-446-43871-2.[1]
- mit Heriberto Araújo: El imperio invisible. Memoria Crítica, Grupo Planeta, Barcelona 2013, ISBN 978-84-9892-626-2.